# André Vayson de Pradenne
André Vayson, dit André Vayson de Pradenne, est un préhistorien français, né le 16 octobre 1888 à Paris et mort le 17 décembre 1939 dans la même ville.

## Biographie
Il est le fils du peintre Paul Vayson. Intéressé par les objets et leur fonction, il forme depuis son jeune âge une collection d'instruments ethnographiques et préhistoriques. Il visite les sites de la vallée de la Somme, où il rencontre Victor Commont. À la mort de celui-ci en 1918, il en acquiert les riches collections,,. Ingénieur civil des mines en 1911, il devient professeur à l'École d'anthropologie en 1932 puis est chargé du cours de Préhistoire exotique à l'Institut d'ethnologie en 1936. Il est nommé directeur du Laboratoire d'anthropologie préhistorique à l'École des hautes études. Il est président de la Société préhistorique française en 1930.

## Travaux
Ses nombreuses études d'industries lithiques du Paléolithique sont précises et novatrices. Il introduit notamment le terme « biface » qui va remplacer l'expression désuète et en partie inadaptée de « coup-de-poing ». Technologue avant l'heure, il pressent la possibilité d'études tracéologiques. Au moment de son décès, il préparait un ouvrage sur les traces d'usure et les emmanchements de l'outillage préhistorique, en s'appuyant sur des exemples ethnographiques.
Il est connu également pour sa prise de position ferme contre l'authenticité des vestiges mis au jour à Glozel. Cette affaire le conduira à rédiger l'un de ses ouvrages majeurs, intitulé Les fraudes en archéologie préhistorique, dans lequel il ne parle paradoxalement pas de Glozel.

## Vaucluse
Il s'installe dans le Vaucluse et s'implique dans la vie locale en devenant conseiller municipal puis maire de Murs pendant quatre mandats, et conseiller départemental du canton de Gordes de 1919 à sa mort. Il était le propriétaire du château de Murs et de celui de Javon. Il fait également restaurer à ses frais pendant dix ans le château féodal vauclusien du Barroux,.
André Vayson de Pradenne est mort accidentellement chez lui, à Paris, du fait d'une intoxication au monoxyde de carbone qui a également emporté son épouse et sa fille,,. Seul un fils lui survit. Son hôtel particulier, 8 rue Alfred-de-Vigny à Paris, avait appartenu à François de Curel.

## Distinctions
André Vayson de Pradenne était chevalier de la Légion d'honneur et décoré de la Croix de guerre de 1914-18,.

## Publications
- En 1920, « La plus ancienne industrie de Saint-Acheul », L'Anthropologie, t. XXXe, p. 441-496 [lire en ligne].
- 1922 : « L'étude des outillages en pierre », L'Anthropologie, XXXII, p. 1-32 [lire en ligne].
- 1927 :
  - « Chronologie de Glozel », Bulletin de la Société préhistorique de France, t. 24, no 9, p. 293–319.
  - « Une visite à Glozel », Bulletin de la Société préhistorique de France, t. 24, no 6, p. 185–186.
  - « Nouvelles visites et fouilles de contrôle à Glozel », Bulletin de la Société préhistorique de France, t. 24, no 6, p. 218–221.
- 1928 : « Les nouvelles publications glozéliennes », Bulletin de la Société préhistorique de France, t. 25, no 7-8, p. 322–331.
- 1929 : « Les Analyses de Glozel », Bulletin de la Société préhistorique de France, t. 26, no 2, p. 118–126.
- 1930 : « The Glozel Forgeries », Antiquity, t. IV, p. 201-222 [lire en ligne].
- 1931, avec Cuadrado Ruiz, J. : « Un Glozel espagnol - Les falsifications d'objets préhistoriques à Totana », Bulletin de la Société Préhistorique Française, no 9, p. 371-389.
- 1932 : 
  - « Les fraudes en archéologie préhistorique - avec quelques exemples de comparaison en archéologie générale et sciences naturelles » [lire en ligne] (ouvrage plusieurs fois réédité ultérieurement) ;
  - « La question de la liberté des fouilles archéologiques », Bulletin de la Société Préhistorique Française, t. XXIX, no 2, p. 86-88.
- 1934 : « L'industrie des ateliers à maillets de Murs », extrait du Compte rendu de la Xe session du Congrès préhistorique de France, 1931, p. 146-179, 18 planches hors-texte, photos nb.[Quoi ?] Monnoyer, 1934, Le Mans.
- 1935 :
  - « Fossil Tradition in Stone Implements », Antiquity, t. IX, p. 74-83 ;
  - « The Worldwide expansion of Neolithic culture », Antiquity, t. IX, p. 305-310.
- 1937 :
  - « Les dénominations de l'outillage du Paléolithique inférieur », Revue Anthropologique, t. LX, p. 91-112.
  - « The use of wood in megalithic structures », Antiquity, t. XI, p. 87-92.
- 1938 : La Préhistoire, Armand Colin, 224 p. [présentation en ligne].
- 1940 : « The early art of northern Europe, a review », Antiquity, t. XIV, p. 182-209.